# Вайнгартен (Вюртемберг)
Вайнгартен (нем. Weingarten, алем. нем. Wãẽgaade) — город в Германии, в земле Баден-Вюртемберг.
Подчинён административному округу Тюбинген. Входит в состав района Равенсбург. Подчиняется управлению Миттлерес Шуссенталь. Население составляет 23 750 человек (на 31 декабря 2009 года). Занимает площадь 12,17 км². Официальный код — 08 4 36 082.
Главной достопримечательностью Вайнгартена, называвшегося до 1865 г. Альтдорф (нем. Altdorf), является барочный комплекс одноимённого монастыря, основанного в 1056 г. и закрывшегося в 2010 г., с собором свв. Мартина и Освальда. В IX-X вв. графами Альтдорфа были Вельфы первой династии, а аббатство в течение ряда поколений служило их усыпальницей.

## Города-побратимы
- Брест, Белоруссия

## Фотографии
- Вайнгартен в 1917 г.
- Общий вид на Вайнгартен в 2004 г.
- Идеальный план аббатства Вайнгартен
- Базилика св. Мартина
- Фрески в соборе св. Мартина
- Здание городского музея
- Карнавал